# 阿尔米洛斯战役
阿尔米洛斯战役（希臘語：Μάχη του Αλμυρού），又被早期学者称之为塞菲苏斯战役或奥尔霍迈诺斯战役，是于1311年3月15日在希腊南部爆发的战役。参战双方为布列讷堡伯爵沃尔特五世（Walter V of Brienne）所统治的法兰克雅典公国及其附属国，与加泰罗尼亚佣兵团。战斗在1311年3月15日爆发，于同日以佣兵团的决定性胜利告终。
在与前雇主拜占庭帝国发生冲突后，加泰罗尼亚佣兵团于1309年横跨了巴尔干南部地区，最终抵达希腊南部。当时新任的雅典公爵布列讷堡的沃尔特决定雇佣该兵团，用于进攻希腊文化的邻国色萨利。但在加泰罗尼亚佣兵团攻下色萨利大部分地区之后，沃尔特拒绝支付佣金，并准备强行收取雇佣军的战利品。两军在南色萨利的阿尔米洛斯（更早的文献推测战斗地点为奥尔霍迈诺斯附近的基菲索斯）进行遭遇战。
起初佣兵团因为人数差距以及土耳其友军拒战等缘由而处于劣势。对此，佣兵团决定将军队部署在一片被沼泽地后方，利用地形上的优势应对雅典军队。而雅典公国方面除了派出精锐的重骑兵外，许多法兰克主要领主也加入了战斗。因此在开战后，充满信心的沃尔特下令向佣兵团的防线进行冲锋。沼泽阻碍了法兰克军队进攻的势头，加泰罗尼亚的士兵得以站稳脚跟。之后佣兵团的盟友土耳其军队重新加入战局，法兰克军队最终被击溃，沃尔特以及麾下近乎所有骑士都战死沙场。战斗结束后，加泰罗尼亚佣兵团接管了群龙无首的雅典公国，并在当地建立了长达70多年的统治。

## 背景
继1204年君士坦丁堡之围之后，希腊大部分地区被法兰克人的诸多十字軍國家瓜分。其中最著名的有萨洛尼卡王国，亚该亚侯国，以及首都为底比斯的雅典公国。而希腊流亡者则建立了包括尼西亚帝国在内的数个小国，在接下来数十年间与法兰克人多次爆发冲突。之后除萨洛尼卡王国在建立40余年后被东山再起的希腊人收服，以及1261年被尼西亚帝国光复的君士坦丁堡外，其他的法兰克公国都坚持撑过了13世纪，其中部分国家甚至得以蓬勃发展。中世纪学家威廉·米勒（William Miller）在其1909年发布的作品《法兰克希腊历史》中是这样评价雅典公国的：“在德拉罗什（de la Roche）公爵家族的统治下，当地的贸易逐渐繁荣，制造业得到蓬勃的发展，并且逐步走向辉煌。 底比斯法院的判决给那些习惯于排场与盛宴的外国人留下了深刻的印象。”1308年10月5日，雅典的最后德拉罗什公爵居伊二世（Guy II de la Roche）在没有留下继承人的情况下去世，爵位的继承随即成为争议。1309年中期，亚该亚的高等法院（封建委员会）选择了前公爵的堂兄，勃艮第贵族布列讷堡的沃尔特五世成为雅典公爵的继任者，至此继承问题才得以解决。
14世纪初，東羅馬帝國于安納托利亞的前线遭到土耳其诸贝伊国的侵扰，于是皇帝安德洛尼卡二世在1303年聘请了西西里晚祷战争的老兵加泰罗尼亚佣兵团来参与东方边境的战事。佣兵团起初的表现极为出色，于1304年成功救援了被土耳其人围困的非拉铁非，随后也是屡立战功。但战后的佣兵团也开始对占领区进行无差别的劫掠。1304年，时任佣兵团指挥官罗杰·德·弗洛尔（Roger de Flor）迎娶东罗马皇帝的侄女，也就是保加利亚伊凡·阿森三世的女儿，并成功获得凯撒头衔。佣兵团在几场对战土耳其人的战役中取胜，并帮助东罗马帝国收复了一系列的领土。同时他们的劫掠行为迫使小亚细亚的希腊居民寻求土耳其人的庇护，令东罗马帝国在当地失去了权威。在收编1500名土耳其士兵之后，东罗马帝国的统治阶级基本将弗洛尔与他的手下视作强盗。而佣兵团也试图在占领地区建立自己的十字军国家。此后，佣兵团与东罗马的相互猜疑和争斗愈发激烈。
1305年4月30日，弗洛尔在探望阿德里安堡的东罗马军营时被杀，手下的300名加泰罗尼亚士兵也被集体杀害，此次事件直接导致了佣兵团与东罗马帝国之间的战争。新任领导人伯纳特·德·罗卡福特（Bernat de Rocafort）与1306年与保加利亚沙皇托多·斯維托斯拉夫达成合作，并在同一年洗劫了希腊东正教圣地阿索斯山上的修道院。1307年，在原驻地蓋利博盧在战争中被摧毁之后，佣兵团被迫一路向西撤离，途经色雷斯和馬其頓期间大肆劫掠。罗卡福特曾想重建萨洛尼卡王国，并派遣使者与盖伊二世商讨建立婚姻联盟的事宜。但在罗卡福特由于过于装横的统治于1308年被推翻后，先前谈判也就一无所获。1308年蒂博·德·瑟普瓦（Thibaud de Cepoy）接任佣兵团领袖，却在同年劫掠色萨利后逃回了法国。此后，佣兵团由四名委员与一个由十二名成员组成的理事会进行管理。佣兵团依靠劫掠将希腊地区陷入动乱当中，直到被堪德勒诺斯（Chandrenos）领导的东罗马军队两次击败后才于1309年初被迫先后转进到色萨利与泽图尼（当今拉米亚）。而拥有八千人马的佣兵团的到来引起了当地希腊统治者约翰二世·杜卡斯（John II Doukas of Thessaly）的警惕。约翰刚刚利用盖伊二世的死来推翻雅典公爵的霸主地位，为了避免雅典公国前来报复，他向拜占庭和另一个希腊公国伊庇鲁斯专制国的军事援助。在被希腊联军击败后，加泰罗尼亚佣兵团同意和平通过色萨利，并前往希腊南部的法兰克公国。
雅典公国的统治者布列讷堡的沃尔特在西西里晚祷战争期间曾与驻于意大利的加泰罗尼亚雇佣军作战并被生擒，因此得以熟悉他们的语言，且赢得了他们的尊重。利用这层关系，他花大价钱雇下这支军队，希望能够依靠他们在接下来的六个月时间协助内对抗附近的希腊诸国。佣金价格为每个重型骑兵每月4盎司黄金，每个轻骑兵两盎司，每个步兵一盎司，且要提前两个月付款。1310年春季开始，加泰罗尼亚佣兵团从維奧蒂亞出发，于6月6日占领了泽图尼。之后的六个月内，佣兵团多次与东罗马帝国和伊庇鲁斯专制国的军队交战，攻下了多模克斯镇和其他约三十个要塞。他们对色萨利的平原进行了劫掠，迫使希腊各国与沃尔特达成和约。本次战役给沃尔特带来了教皇克莱门特五世的赞誉以及金钱奖励，但战后公爵却拒绝履行与佣兵团的商讨过的义务，并扣押了剩余四个月的工资。沃尔特只挑选了最健壮的200名骑士和300名西班牙轻步兵，向他们支付了欠款并授予土地，以便他们继续为自己服务。而剩余的佣兵在被收走战利品后被要求出境。佣兵团此时已没有了退路，先前的战争让周边的希腊和法兰克诸国都对他们充满敌意，就连威尼斯也因受与东罗马帝国条约的约束而不能提供援助。他们打算以承认沃尔特为领主作为条件，要求保留一些他们已经占领的土地。但沃尔特回绝了佣兵团的提议，并准备以武力驱逐对方。雅典公爵随即组建了一支庞大的军队，包括阿尔伯特·帕拉维奇尼（Albert Pallavicini）、伯多尼查侯爵（Margrave of Bodonitsa）、欧特勒芒库尔的托马斯三世（Thomas III d'Autremencourt）、索罗那领主（Lord of Salona）、亚该亚公侯国的元帅（Marshal of Achaea）、优卑亚的诸男爵、维罗纳的波尼法司（Boniface of Verona）、吉斯的乔治一世（George I Ghisi）、麦希的约翰男爵（John of Maisy）等一系列附庸。而周边其他法兰克公国为了移除佣兵团这个不稳定因素，也决定派军队前来增援雅典公国。

## 战斗

### 资料来源与战斗地点
对于战斗前和战斗中的细节，以下几个文献进行了详细的描述：佣兵团成员拉蒙·蒙塔内尔所著的《蒙塔内尔编年史》第240章； 《摩里亞编年史》（法文版540和548节，希腊文版7263–7300和8010节，阿拉贡文版546–555节）；东罗马历史学家尼斯普勒斯·格雷戈拉斯（Nikephoros Gregoras）所著的《拜占庭历史》第七卷第7节；佛罗伦萨银行家兼外交官乔瓦尼·维拉尼于《新编年史》第八卷的简短记录；威尼斯政治家老马里诺·桑努多·托尔塞洛（Marino Sanudo Torsello）的《罗马之历史》，以及他直到1940年才被公开的信件。

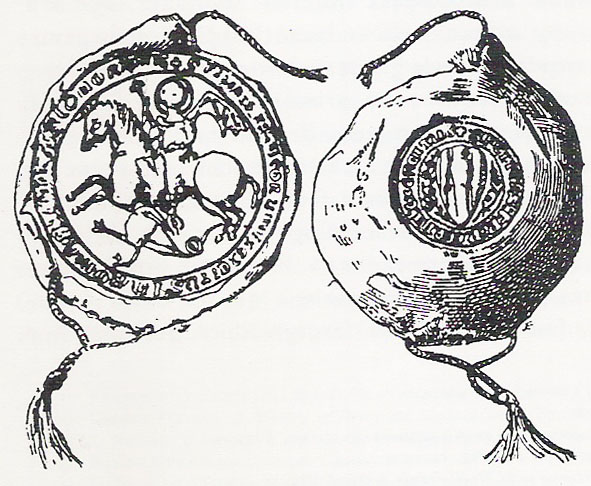
加泰罗尼亚佣兵团的印章，1305

不同文献里提供的战斗具体地点都不尽相同。据蒙塔内尔所说，此战发生于“底比斯附近一个美丽的平原上，平原的附近有一块沼泽。”所述地点已被确定为基菲索斯河经过的一处平原，以及科帕伊斯湖附近现已不复存在的沼泽。格雷戈拉斯提到的战斗地点同样也在同一个区域。另一方面，《摩里亚编年史》则将战斗地点定在色萨利南部的阿尔米洛斯，而附近正好也有一座名叫底比斯的城市。长期以来，学术界普遍接受蒙塔内尔提供的地点。威廉·米勒在法兰克希腊的标准历史中考证了蒙塔内尔所描述的地形，从而得以否认“哈米罗斯论”，而当今部分学者的研究也在印证这个观点。现代学者们提出了一些符合文献描述的确切地点，其中包括奥尔霍迈诺斯、科帕斯、奇羅尼亞、达芙莉亚、阿姆费克利亚以及莉拉亚。

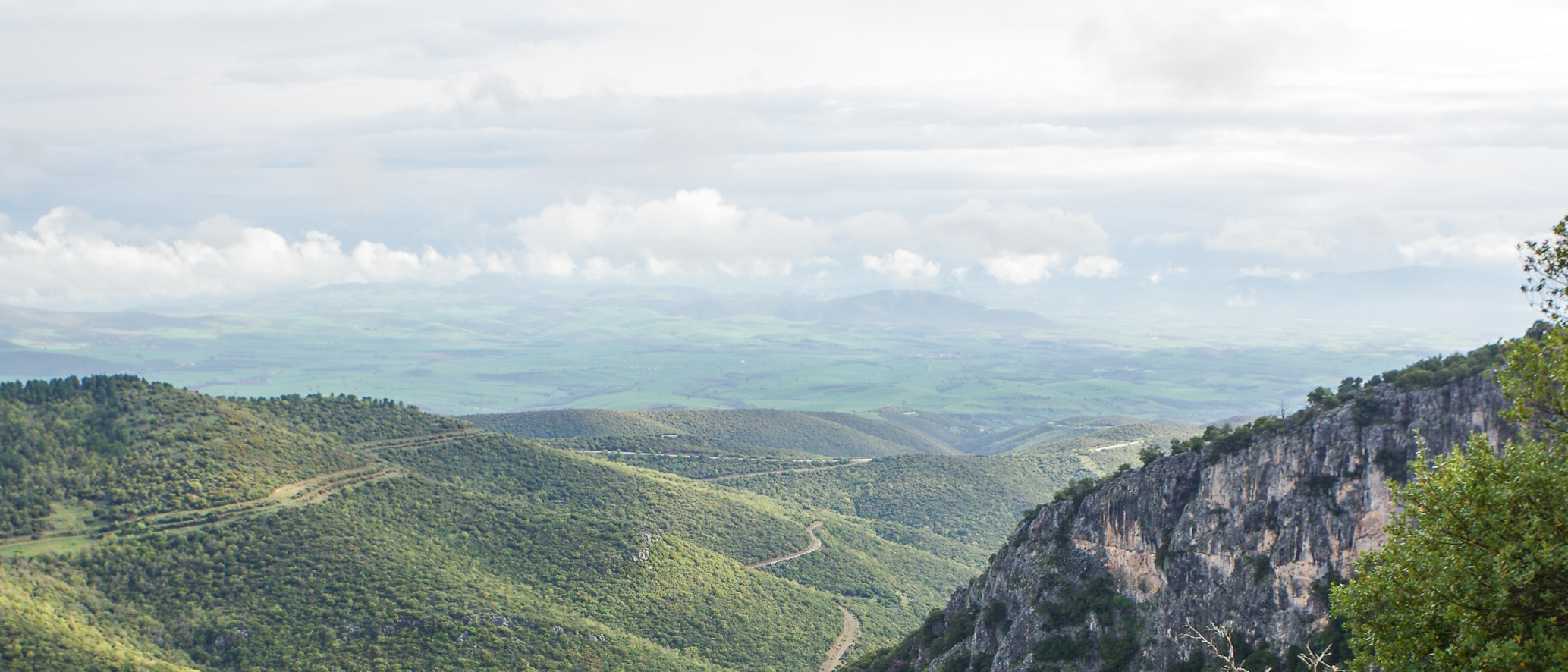
俄特律斯山上所能看到的阿尔米洛斯平原

然而自从学者们开始对文献记录进行批判性地研究，却得出了与先前相互矛盾的结论。蒙塔内尔虽然在1307年之前一直在佣兵团内任职，但此战爆发时他仍是突尼斯杰尔巴岛的省长，因此并没有亲身参与战役。况且他的编年史是在1325年至1328年编写的，十多年的间隔使得他的记录出现了一些严重错误。格雷戈拉斯虽然亲眼见识了这场战斗，但他的记录不仅是在1349年至1951年编写的，且过于依赖次要来源。他对公司于在战役前几年事迹的描述过于粗略，且他对此战的描述与蒙塔内尔的记录非常相似，以此可以证明比起查找当地文献，他还是借鉴了西方对本战役的记录。相比之下，作为其他版本的原始资料，《摩里亚编年史》的法语版本是在更早的1292年至1320年编成。连存活至今的简略版也是在原著出版后由一位见多识广的摩里亞作者所著。即便是几个世纪后编译的希腊语与阿拉贡语版本，所包括的信息也与法语版本基本相同。
而最关键的证据之一来自于在1940年被发现的信件。该信件是由一位法兰克船长马里诺·桑努多·托尔塞洛于1327年所著，战斗当天他被部署于北优卑亚湾。他明确指出战斗发生在位于拉米亚湾的阿尔米洛斯，附近維奧蒂亞的首府也叫做底比斯。而桑努多的证词也已被学术界接受。因此，最近的历史研究普遍将阿尔米洛斯试做战斗发生的地点。

### 战斗过程
根据《摩里亚纪事》的记载，加泰罗尼亚佣兵团拥有2000名骑兵和4000名步兵，而格里戈拉斯则声称佣兵团拥有3500名骑兵和4000名步兵。据桑努多的记载，加泰罗尼亚的骑兵里有1800为土耳其人，兼任突厥子兵和弓骑兵。土耳其士兵有独立的指挥官，且分为两个特遣队：一个是在哈利勒领导下的安纳托利亚突厥兵，于1305年加入佣兵团；另一个则归于马利克，是在阿普罗斯战役结束后从拜占庭方叛徒的部队，成员大多已受洗成为基督徒。而对于沃尔特军队的规模，参考的文献则是众说纷纭。格列戈拉斯将其人数报为6400名骑兵与8000名步兵；《摩里亚编年史》称有超过2000名骑兵和4000名步兵；而蒙塔内尔则断言沃尔特率领700名骑士与24000名大多是希腊步兵。现代学者认为这些数字都有夸大的成分，但显而易见的是雅典军队在数量上的确优于加泰罗尼亚佣兵团。

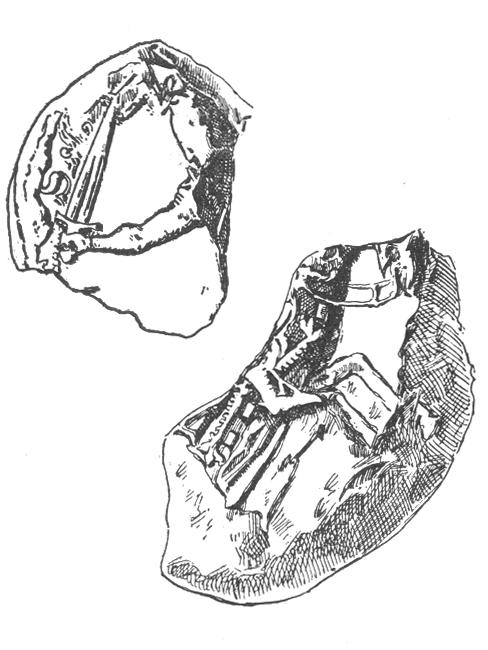
沃尔特印章的残存碎片，被附加在他1311年3月11日起草的遗嘱当中。

面对人数众多但经验不足的敌人，佣兵团方面采取了防守战术。他们于1311年春季从弗西奧蒂斯出发，途经洛克里斯，在科帕伊斯湖附近跨过了基菲索斯河，并在该河右岸与科帕伊斯湖前的地点布阵。据格雷戈拉斯的记载，他们小心翼翼地将战场选在一个易守难攻，由沼泽保护的地形之上，并从附近的河水里引流形成沟渠。佣兵团占据了沼泽后方的干地，列队形成一条直线，并将己方的骑兵部署在右翼。雅典军队则集结于泽图尼。1311年3月10日，布赖恩的沃尔特在那里撰写了他的遗嘱，随即率领他的军队向北前进。法兰克军队在泽图尼的事实进一步证明了战场位于阿尔米洛斯的说法，因为泽图尼位于基菲索斯以北，阿尔米洛斯的西南方。如果蒙塔内尔或格雷戈拉斯提供的地点是正确的话，加泰罗尼亚人则会处在公爵军队的后方。格雷戈拉斯还写道，佣兵团前往维奥蒂亚时途经温泉关。考虑到泽图尼和博多尼察附近有法兰克大军驻守，佣兵团极不可能在缺乏补给线的情况下深入法兰克腹地。
战斗前夕，为公爵效力的500名加泰罗尼亚人因良心不安，到公爵面前请愿离开。他们要求重新加入他们位于敌对方的老战友，并表示宁愿死也不愿与对方作战。据说沃尔特在回答道“你们可以与先前的战友一起死”后允许他们离开。佣兵团的土耳其协同部队在附近的位置单独驻扎，他们在目睹加泰罗尼亚人离开法兰克军营后误认为整场战争都是佣兵团和雅典公爵为合力消灭他们所安排的演出。
沃尔特素来以勇敢、近乎鲁莽而闻名。并且由他对500名雇佣兵的傲慢回应来看，他对此次战役势在必得。根据蒙塔内尔的记载，急于开战的沃尔特将200名“带着金马刺”法兰克骑士组成了两个同步行进的军团，紧随其后的是步兵，自己与代表布列讷堡伯爵的狮旗则都在先锋队列当中。沼泽地被茂密的植被掩盖，以法兰克阵线的视野无法探明该地的实际情况。加泰罗尼亚佣兵团方面派出小股部队在平原边缘大声辱骂法兰克军，试图引诱敌军向己方阵线发动攻势。沃尔特骄傲和傲慢的性格，再加上他的人数优势以及他天生看重重型贵族骑兵的信念，导致他严重地低估了敌军，并在地形对骑兵不利时下令冲锋。雅典方的进攻失败了，但原因尚不清楚。蒙塔内尔的描述很简短，没有提供任何细节。在格雷戈拉斯的记载当中，重型法兰克骑兵在冲锋时被困在泥泞中，而后方冲锋的骑兵来不及停下便撞上了前方被困的骑兵，雅典军队冲锋的阵型被打乱，这也是学者们普遍接受的说法。格雷戈拉斯在记录中称佣兵团的西班牙轻步兵装备的都是轻甲、剑与标枪。他们在被沉重盔甲拖累的法兰克骑士们四周大喊：“阿拉贡尼亚！阿拉贡！”，受到惊吓的骑士们一时间无法做出反应。佣兵团在朝敌方射箭后展开近战，并轻而易举地击败了对方。相比之下，《摩里亚编年史》暗示这场战斗的过程异常艰苦，而按军事历史学家凯利·德弗里斯（Kelly DeVries）的说法，这似乎与格雷戈拉斯的记载相矛盾。《摩里亚编年史》提出沼泽可能只是减少了冲锋的影响，并没有让法兰克人完全陷入困境。总之加泰罗尼亚佣兵团很轻易地挡住了冲锋，而在随后的战斗中公爵和他的大部分士兵都被击倒。相传沃尔特在战斗中被箭击中而落马，随即被佣兵团的士兵斩首。在佣兵团与随后赶来的法兰克步兵开始交战后，土耳其协同部队意识到他们没有佣兵团被背叛，于是他们的营地里向撤退中的雅典步兵发动冲刺，与佣兵团右侧的骑兵合力击溃了雅典残部。
格雷戈拉斯的记录显示，有6400名骑兵和8000名步兵在战斗中阵亡，这与他为沃尔特的部队提供的数字基本相同。而根据蒙塔内尔的记载，战斗中有20000名步兵阵亡，七百名骑士中只有两名与佣兵团关系较好的成员幸存下来，分别是罗杰·德斯劳尔和维罗纳的博尼法斯。这些损失数据就像先前的参战数据一样无法证实，而且可能有被夸大的成分，但雅典方面损失惨重这一点无可否认。历史学家大卫·雅各比（Dacid Jacoby）与肯尼斯·塞顿（Kenneth Setton）都指出，蒙塔内尔与格雷戈拉斯对此场战役的描述与1302年早期佛兰德步兵击败法国骑士的金马刺战役之间极为相似。尤其是蒙塔内尔的记载，对两场战役的描述中都出现了“700名带有金马刺的骑士被杀死”的细节。雅各比认为，在两场战役当中“刻意使用沼泽的地形来延缓骑兵攻势”这点应该是后人杜撰，用“奸诈”的陷阱来解释法国骑士出乎意料的战败。目前已知的是，参战的法兰克贵族当中仅有一些成员得以幸存，例如后来的纳克索斯公爵尼古拉斯·萨努多（ Nicholas Sanudo ）在战斗中设法逃脱，还有参战后幸存的安托万·勒·弗拉芒（ Antoine le Flamenc ） ，他可能在战斗中被俘虏，在事后才被赎回。沃尔特被佣兵团的人砍下的头颅多年后被带到意大利的莱切，由他的儿子沃尔特六世将其埋葬在圣十字教堂。

## 后果
这场战役是法兰克希腊历史上的重大事件。几乎整个雅典及其附庸国的法兰克精英或死在战场上或被囚禁，以至于当加泰罗尼亚人进入公国的土地时，公国方面无法组织起像样的抵抗。由于佣兵团先前在地中海东部地区的劫掠行径已令他们臭名昭著，莱瓦贾的希腊居民在惧怕被劫掠之余立即选择投降。佣兵团在和平接下坚固的城镇后赋予了他们等同于法兰克公民的权利。在得到战败消息的第一时间，许多居民便逃离了公国的首都底比斯，前往威尼斯的要塞内葛洛庞帝，途中不少被佣兵团劫掠。最终，沃尔特的遗孀沙蒂永的乔安娜（Joanna of Châtillon）带领雅典公国向佣兵团投降。整个阿提卡和维奥蒂亚都和平落入了加泰罗尼亚人的掌控当中，而整个伯罗奔尼撒半岛当中只有阿尔戈斯与瑙普利亚领地仍被沃尔特的支持者控制。乔安娜后来逃亡至那不勒斯，请求当地的国王出兵光复雅典。
占领雅典公国后，残余的法兰克贵族被强行驱逐。佣兵团的成员们轻而易举地瓜分了公国的领土，其中不少人依靠迎娶战死贵族的寡妇、母亲和女儿来获得头衔。然而，佣兵团的土耳其盟军却拒绝在公国内定居。哈利勒麾下的土耳其军队在取走他们的战利品后便前往小亚细亚，并劫掠了途中毫无防备的乡镇。几个月后，他们在试图越过达达尼尔海峡时遭到了拜占庭和热那亚联合部队的袭击，并近乎全军覆没。而马利克的土耳其部队则前往塞尔维亚王国为斯特凡·乌罗什二世作佣兵，后来在跟随王子代查恩斯基企图夺取王位的反叛中被屠杀。
加泰罗尼亚佣兵团之后巩固了他们的统治。由于他们相比法兰克人更加宽容的宗教政策，治下大多为东正教的希腊人对他们的治理没有多少抵触。此刻加泰罗尼亚佣兵团内部缺乏一位有声望的领袖，于是他们求助于他们的俘虏，一位佣兵团熟悉并尊重的博尼法乔·达维罗纳。博尼法乔拒绝后，他们改为推选来自鲁西永的罗杰·德斯劳尔（Roger Deslaur）为他们的首领，并将其封为索罗那领主。德斯劳尔因过去也是佣兵团一员的身份取得了他们的信任，然而他之后的决策却令佣兵团大失所望。
在与威尼斯的谈判破裂后，来自威尼斯、东罗马和剩余法兰克国家的敌意迫使加佣兵团寻求其他强大的保护者，为此他们求助于阿拉贡的西西里国王费德里科二世。为了加强自己在希腊地区的影响和声望，费德里科二世将自己年幼的三儿子曼弗雷德（Manfred）任命为雅典公爵，同时任命伯纳特·埃斯坦约尔（Bernat Estanyol）为佣兵团新领袖。不过公国的实际控制权上是掌握在由阿拉贡王室任命的副主教手中，通常都是阿拉贡王室旁支的成员。
法国历史学家勒內·格魯塞认为，这次战役基本导致了摩里亚当地的“去法兰克化”。伯罗奔尼撒半岛在1259年的佩拉冈尼亚战役后已经逐渐被意大利文化影响，而在法兰克统治阶级溃败后，阿提卡与维奥蒂亚也开始受到加泰罗尼亚人的同化。加泰罗尼亚语与拉丁语成了当地的官方语言，同时规定征服者与当地居民之间关系的法律也是依照巴塞罗那的习惯法。与法兰克时期一样的是，当地居民能担任的最高职位为公证。同时他们也不能随意买卖财产或与异族通婚。
雅典公国在接下来的时间里开始逐步发展。其最成功的副主教阿方索·法德里克（Alfonso Fadrique）曾将公国领土一度扩大到色萨利，并于1319年建立了尼奥帕特拉公国（首都也称尼奥帕特拉，位于今天的伊帕提）。1331年，沃尔特六世聚集800名骑士与500名士卒，发动了企图夺回雅典公国的十字军，并于次年被加泰罗尼亚佣兵团击退。到14世纪60年代，两个公国饱受内乱的困扰，同时与威尼斯的准战争和奥斯曼土耳其人的扩张也让他们感到威胁。1370年布列讷堡派又一次发起一场企图推翻佣兵团的反叛，在一年后便被击败。直到1379至1380年纳瓦拉佣兵团征服了底比斯和维奥蒂亚的大部分地区，加泰罗尼亚佣兵团的统治才面临首次次严重威胁。1386至1388年，来自佛罗伦萨的科林斯领主尼利歐·阿奇亚奥里一世占领了雅典，并抢占了雅典公爵的头衔。随着他在1390年成功占领尼奥帕特拉，加泰罗尼亚佣兵团的统治时期宣告结束。
在军事史上，1302年金马刺战役开启了欧洲战术的重大转变，一向被视为精锐势力的重骑兵战力开始衰弱。而阿尔米洛斯战役也是这转变期间的实例之一，标志着一个步兵能成功击败骑士与重骑兵之时代的开始。